# حوزه انتخابیه سیزدهم کالیفرنیا
حوزه انتخابیه سیزدهم کالیفرنیا یک حوزه انتخابیه مجلس نمایندگان آمریکا است که در ایالت کالیفرنیا قرار دارد.